# بروبغاندا غيمز
بروبغاندا غيمز (بالإنجليزية: Propaganda Games)‏ ، هي شركة كندية سابقة لتطوير وإنتاج ألعاب الفيديو، وكانت مقرها في مدينة فانكوفر الكندية، أسست سنة 2005م وأعلنت حلها سنة 2011م.